# Matarinpuiston silta
Le pont du parc de Matari (en finnois : Matarinpuiston silta) est un pont du quartier de Matari à Vantaa en Finlande.

## Description
Le pont de circulation douce enjambe le Keravanjoki.
Le pont en treillis relie le parc Matarinpuisto, qui fait partie du quartier de Matari, aux espaces verts de Päiväkumpu.
Une petite partie du pont et la section d'asphalte qui le relie au réseau routier appartiennent à Rekola, ce qui fait du pont une frontière entre trois quartiers.
Construit en 2020, le pont rouge vif d'environ 59 mètres traverse la rivière en diagonale dans la direction est-ouest.

## Galerie

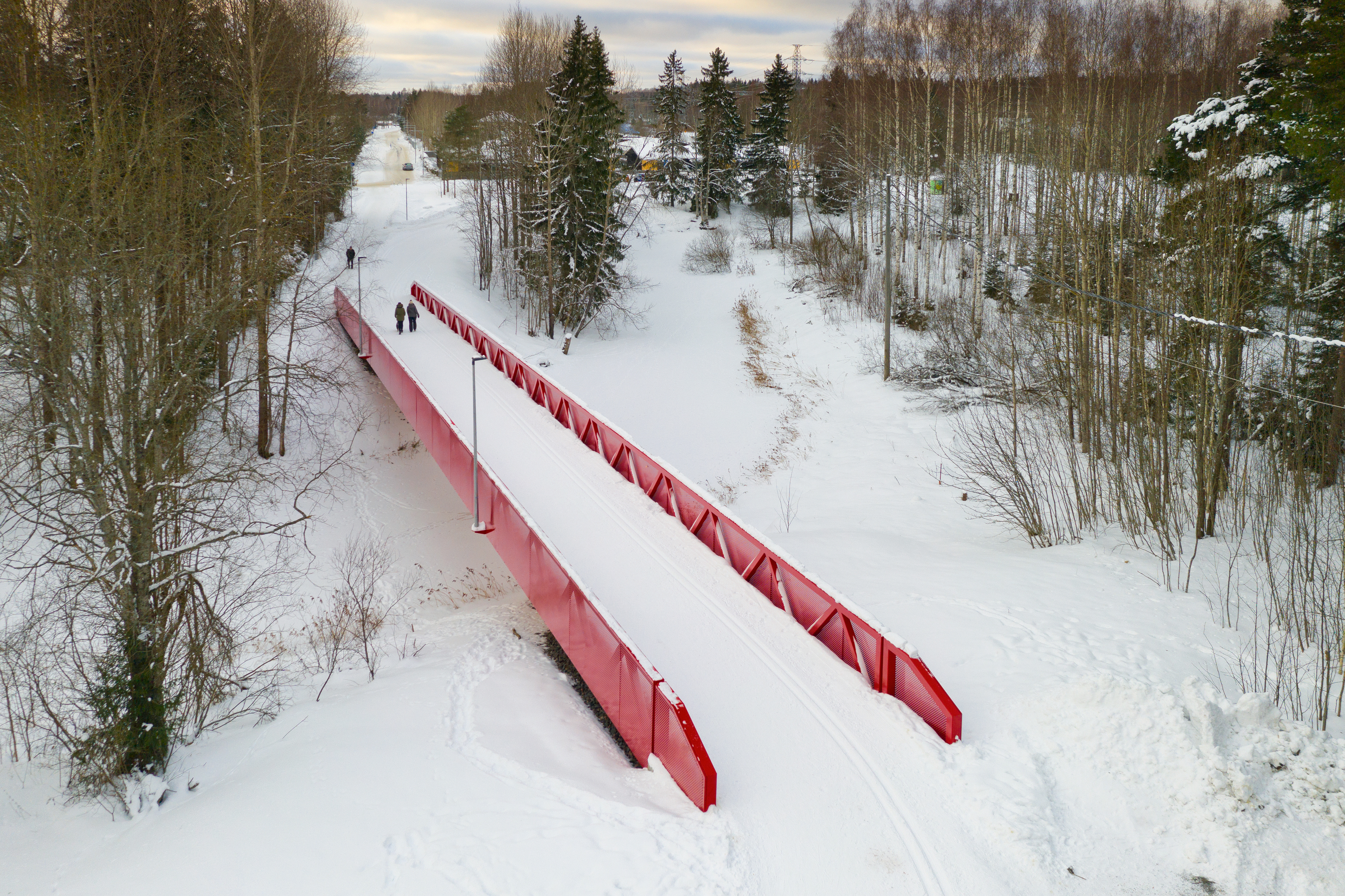
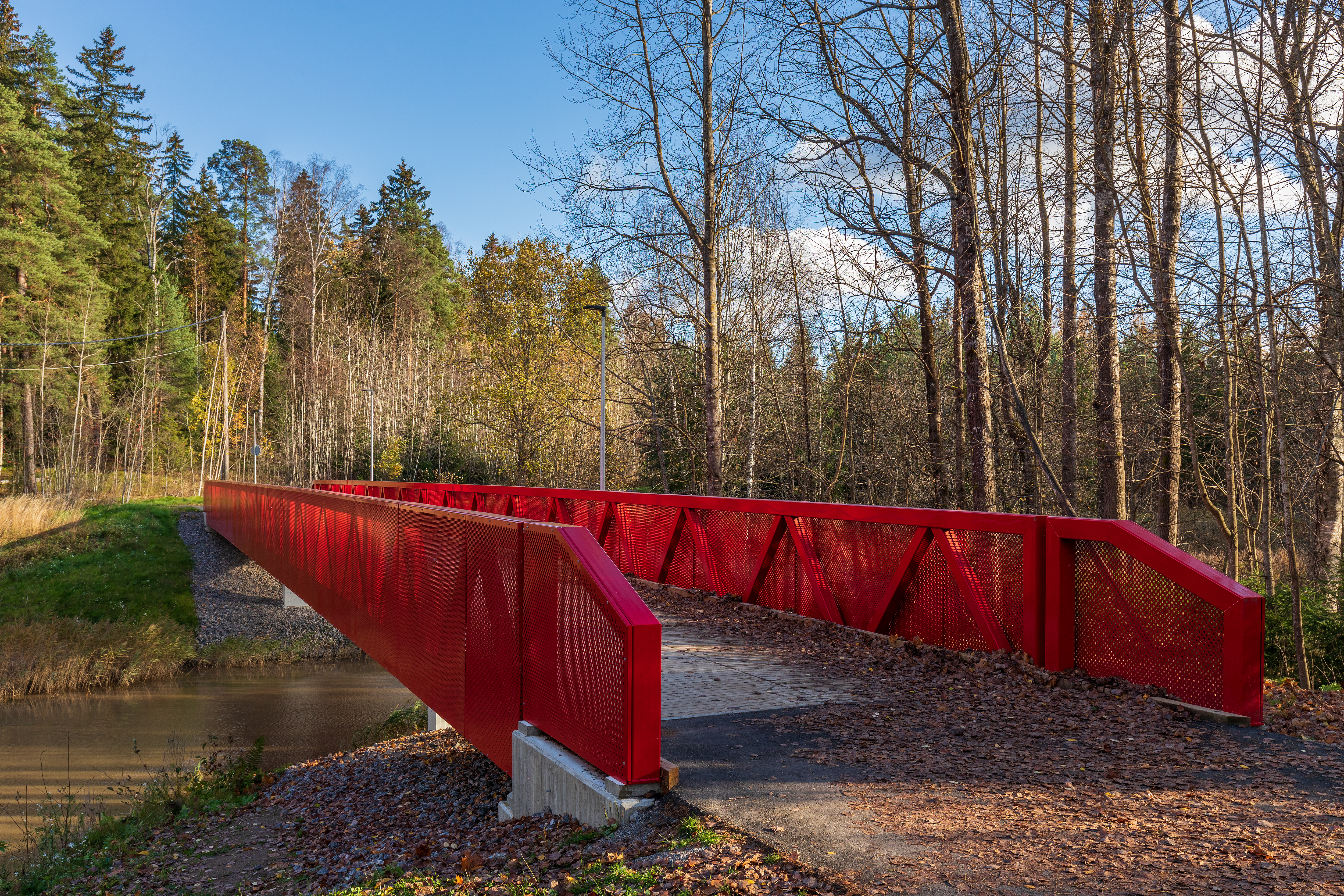